# Banca electrònica

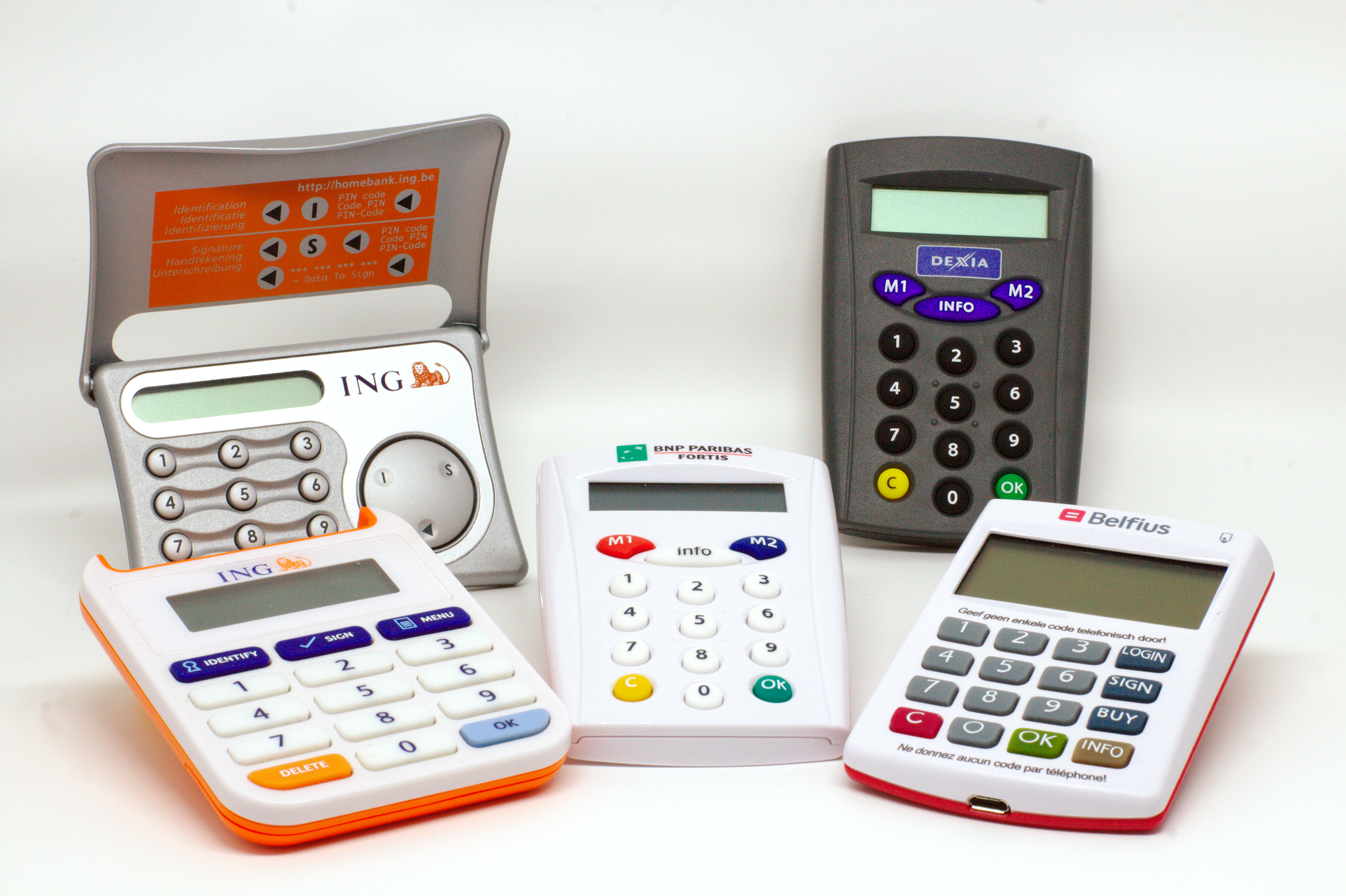
Dispositiu d'anell de seguretat per a la banca electrònica

Banca virtual, banca en línia, i-banking, home banking o genèricament banca electrònica, és la banca a la qual es pot accedir mitjançant Internet. Poden ser entitats amb sucursals físiques o que només operen per Internet o per telèfon. La banca telefònica va aparèixer a Espanya a mitjan anys 1990 i encara que inicialment únicament servia com a mitjà de consulta, en l'actualitat incorpora pràcticament tots els serveis del sistema financer (Usuaris, 2002; Muñoz Leiva, 2008: 42). La literatura científica cita també 1995 (concretament el mes d'octubre) com el moment de la irrupció de la banca online completament desenvolupada als EUA, de la mà del Security First National Bank (SFNB) (Gandy, 1995; Teo i Tan, 2000).
En la lluita per atribuir un nom adequat a aquesta innovació tecnològica, apareixen termes com a banca virtual, banca en línia, i-banking o genèricament banca electrònica, encara que convé aclarir què s'entén per cadascuna d'ells (Classificació de banca electrònica de Muñoz Leiva, 2008: 43):
- La banca electrònica fa referència al tipus de banca que es realitza per mitjans electrònics com pot ser caixers electrònics, telèfon i altres xarxes de comunicació. Tradicionalment, aquest terme ha estat atribuït a la banca per Internet o banca online, però convé aclarir el seu significat. Alguns autors ho consideren com un constructo d'ordre superior que suposa diversos canals que inclouen també la banca telefònica, la banca per telèfon mòbil (basada en tecnologia Wireless Application Protocol ?WAP? que trasllada Intenet al telèfon mòbil) i la basada en televisió interactiva (iNet-television).
- La banca per Internet o en línia comprèn aquelles eines que ofereixen una entitat perquè els seus clients facin les seves operacions bancàries a través de la computadora utilitzant una connexió a la xarxa Internet. Per a altres investigadors la banca per Internet és un nou tipus de sistema d'informació que usa els recursos nous d'Internet i la World Wide Web (WWW) per permetre als consumidors efectuar operacions financeres a l'espai virtual.
- La banca virtual o sense presència física. Es considera a un banc virtual com un banc sense oficina i normalment s'associa el concepte banca virtual al de banca electrònica. En termes generals, aquest mercat no hauria de denominar-se virtual, sent més adequada la denominació de banca electrònica o per Internet, ja que les organitzacions participants en l'intercanvi són totalment reals i existeixen físicament.

En aquest moviment del consumidor des de la banca tradicional basada en oficines a un banca autònoma, els inversors particulars han sofert un profund canvi en la seva relació amb les institucions financeres. En el tipus de relació d'intercanvi B2C apareix el denominat banc virtual o banc a casa destinat als usuaris particulars, el qual podria ser inclòs en qualsevol dels tres tipus de banca definits anteriorment. Així mateix, s'ha difós en el negoci dels brockers i les companyies d'assegurances.

## Avantatges i barreres
Des del punt de vista del consumidor, la banca en línia ofereix una sèrie d'avantatges que permeten crear valor (Muñoz Leiva, 2008: 57):
- Comoditat i serveis de conveniència, 24 hores al dia, 7 dies a la setmana. Operacions des de casa.
- Accés global.
- Estalvi en temps.
- Estalvi en costos per al banc que poden o han de repercutir en el client. Pot ser més barat que el telèfon, sobretot si es té tarifa plana o el telèfon d'informació és una línia 902.
- Transparència en la informació.
- Capacitat d'elecció dels clients.
- Oferta de productes i serveis personalitzats.

No obstant això s'ha detectat un conjunt d'obstacles o inconvenients que inhibeixen l'òptima adopció de la banca online (Muñoz Leiva, 2008: 59): 
- Preocupació per la seguretat (virus, pirates…) i per la informació personal i confidencial.
- Pròpia intangibilidad i separació física entre el client i l'entitat.
- Límit de serveis i burocràcia fora de línia (solucionat amb el pas del temps).
- Absència d'informació sobre l'ús i serveis oferts i d'habilitats tecnològiques entre els usuaris.
- Baixa penetració d'Internet en algunes zones rurals o països en vies de desenvolupament.

## Procediment i mesures de seguretat
Normalment s'opera registrant-se amb les dades del client i una clavi o un certificat digital. Altres mesures de seguretat són:
- Usar la connexió xifrada amb xifrat fort, per al cas que pugui haver-hi un sniffer. Veure SSL i TLS.
- Guardar la contrasenya en un lloc segur o, molt millor, memoritzar-la i destruir-la.
  - Normalment hi ha algun mètode per recuperar-la si s'oblida: es pot sol·licitar en el caixer, via telefònica o a la mateixa web es pot sol·licitar l'enviament a casa.
  - Després del seu enviament a casa, a més es pot obligar a sol·licitar la seva activació per un altre mitjà, com el telèfon. Això minimitza els perills que s'intercepti el correu.
    - Si la clau és interceptada i utilitzada sense que l'usuari s'assabenti, és el banc sobre qui recau la responsabilitat.

  - Per a l'activació es poden sol·licitar algunes dades de seguretat, per disminuir encara més els riscos.
- Els navegadors poden emmagatzemar informació del formulari d'ingrés en el lloc de la banca en línia. Si existeix risc que es pugui veure aquesta informació (per exemple, si no és l'ordinador de casa) cal evitar que el navegador emmagatzemi aquestes dades, sobretot la clavi.
  - A més pot ser convenient que no guardi les cookies del banc, ja que si el servidor les reconeix, pot emplenar certes dades del formulari automàticament. Est és el cas de la Wikipedia, que segons la cookie farcida amb el nom d'usuari.
- A més de la clau se sol usar una altra clau anomenada signatura que és necessària per realitzar moviments de diners. La mesures de seguretat sobre la signatura hauran de ser molt majors.[7]
- Si no utilitzem un ordinador de confiança, pot tenir instal·lat un programa que capturi la tecles premudes del teclat. Com a mesura de seguretat addicional, es pot introduir la contrasenya prement uns botons mitjançant el ratolí. És més difícil esbrinar el nombre premut a partir de la posició del ratolí i més encara si els botons canvien de posició cada vegada que se sol·licita autenticació.[8]

## Acceptació
Un estudi del 2005 basat en 1831 clients sobre l'acceptació dels clients de la banca respecte la banca electrònica trobà que: la percepció de l'ús condicionava la percepció de la utilitat, la percepció de la facilitat d'ús no condiciona la percepció de l'ús, la percepció de la facilitat de l'ús té un efecte positiu sobre la utilitat percebuda i la confiança té un efecte positiu sobre la utilitat percebuda i la facilitat d'ús percebuda.

## Entitats de banca electrònica dels Països Catalans
- Activobank, marca de banca electrònica pertanyent a Banc de Sabadell.
- BankiaLink, marca de banca electrònica pertanyent a Bankia.
- Imaginbank, marca de banca electrònica pertanyent a Caixabank.